# شانه‌گونان
شانه‌گونان (نام علمی: Pectinidae) نام یک تیره از راسته چروک‌صدف‌سانان است.